# 国家人民軍航空軍
国家人民軍航空軍（こっかじんみんぐんこうくうぐん、ドイツ語: Luftstreitkräfte der Nationalen Volksarmee, LSK）、あるいは国家人民軍航空軍及び防空軍（こっかじんみんぐんこうくうぐんおよびぼうくうぐん、Luftstreitkräfte / Luftverteidigung der Nationalen Volksarmee, LSK/LV）とは、ドイツ民主共和国における空軍および防空軍。地上軍(LaSK)および人民海軍(VM)と共に国家人民軍を構成した軍種の1つである。単に東ドイツ空軍とも呼ばれる。

## 歴史

### 創成期

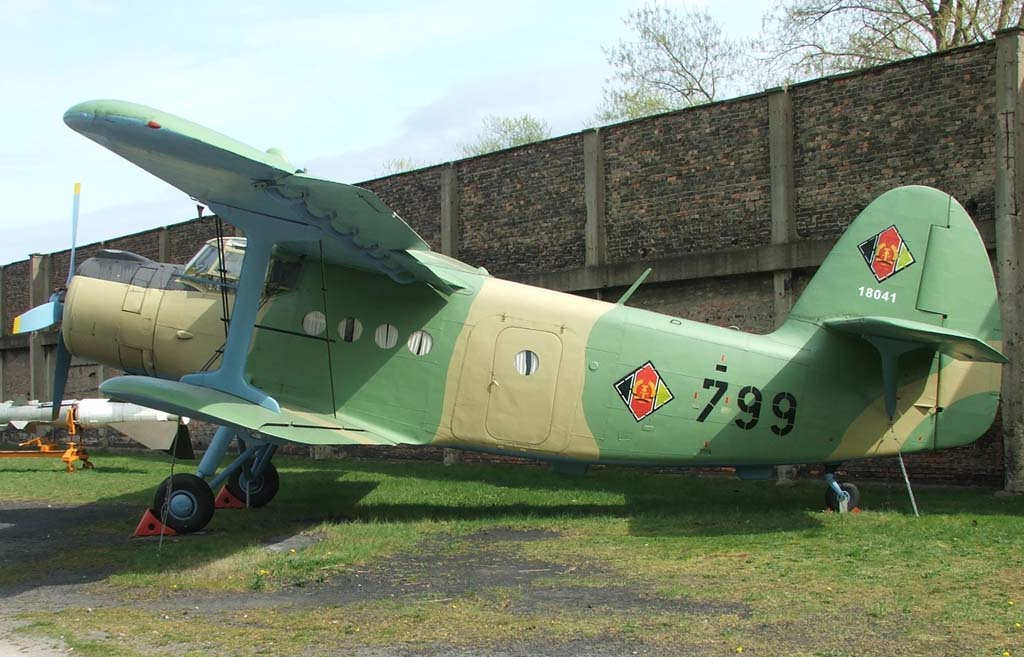
LSK/LVで使用されたAn-2

ドイツ民主共和国における空軍力編成の歴史は、国家人民軍創設前に遡る。1951年初頭、内務省指揮下の兵営人民警察の一部門として航空人民警察(Volkspolizei-Luft, VP-Luft)が編成される。この部隊の目的は、空軍組織の運用や航空機の操縦などといった各種の専門知識・ノウハウを維持し、また発展させることであった。航空人民警察本部はベルリンのヨハニスタールに置かれた。本部には連隊規模の3個航空隊が所属していたが、これらの部隊は後に主要な編成の1つである第1航空師団(1.Fliegerdivision)として再編された。1953年になると、訓練の為にソビエト連邦空軍からAn-2、MiG-15、La-9、Yak-18、Yak-11などの航空機が貸与される。また5機のLa-9は陸上作業訓練に使用された。
1953年11月末、航空人民警察は兵営人民警察内の空軍に相当する組織たる航空隊(Aeroklub)として再編され、内務省に属する兵営人民警察長官の直轄部隊としてコットブスに配置された。その後、さらに第1航空隊（コットブス）、第2航空隊（ドレーヴィッツ）、第3航空隊（バウツェン）に分割再編された。1954年からチェコスロバキア製航空機のZ-126やM-1Dが配備された。

### 再軍備後
1956年3月1日、再軍備に伴い国家人民軍の一軍種たる航空軍が設置された。当初、政府当局はソビエト連邦の軍編成に倣い、航空隊をコットブスに司令部を置く航空軍(Luftstreitkräfte, LSK)とシュトラウスベルクに司令部を置く防空軍(Luftverteidigung, LV)に分割した。防空軍は3個戦闘機師団と1個攻撃機師団、1個高射砲師団を備えるものとされたが、結局は第1及び第2航空師団と第1高射砲師団のみが編成された 。1957年6月1日、シュトラウスベルクにて2つの軍種は統合され、司令部も航空軍及び防空軍司令部(Kommando Luftstreitkräfte/Luftverteidigung, Kdo. LSK/LV)と統合・改名された。

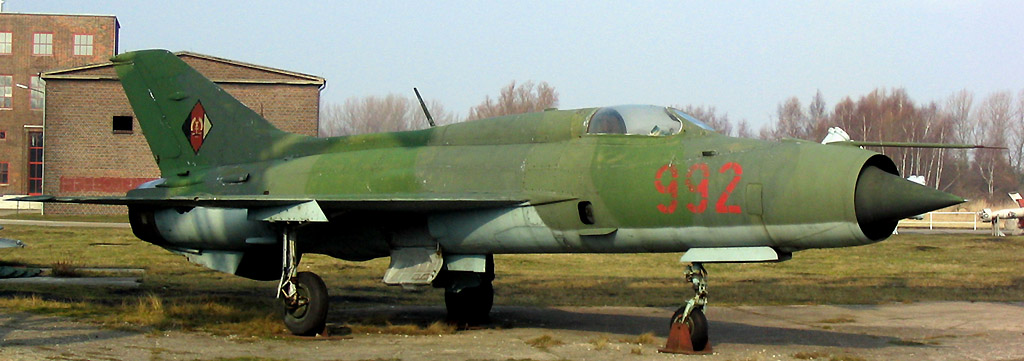
LSK/LVで使用されたMiG-21PF

1961年にはこの司令部の元で航空部隊及び高射部隊、通信部隊などを再編し、2個の防空師団(Luftverteidigungsdivisionen)が改めて編成されている。さらに同年にはワルシャワ条約機構各国が協同で防空任務を行うとされる防空担当制度(Diensthabendes System der Luftverteidigung)の下にワルシャワ条約機構各国軍による統合防空部隊が設置された。1962年にはMiG-21戦闘機が導入される。この戦闘機は1990年まで使用された。

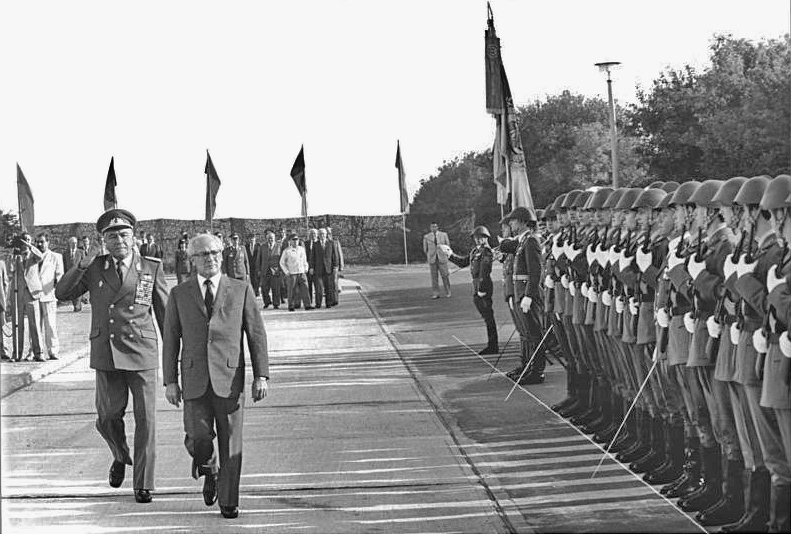
ホーネッカー議長によるLSK/LV将兵の閲兵。隣は国防相のホフマン将軍。（1985年）

1971年頃、航空軍では地上軍への航空支援を主任務とする第31戦闘爆撃機航空団(Jagdbombenfliegergeschwader 31)の編成を行った。これはワルシャワ条約機構軍の要求によるもので、その後も同等の戦闘爆撃航空団の編成が行われ、1975年には2個の攻撃ヘリコプター航空団(Kampfhubschraubergeschwader)が編成されている。
1981年、航空軍及び防空軍司令部は前線における指揮統制組織として、前線及び地上軍航空隊指揮所(Führungsorgan der Front- und Armeefliegerkräfte, FO FAFK)を設置する。この部隊は地上部隊における防空任務に特化しているものとされ、また飛行士の募集や軍の空輸任務を管轄した。第57及び第67ヘリコプター航空隊が地上軍航空隊として地上軍の指揮下に移管された後、1984年にFO FAFKは前線及び軍事輸送航空隊指揮所(Führungsorgan Front- und Militärtransportfliegerkräfte, FO FMTFK)と改名され、シュトラウスベルクに移動した。
その後も航空軍は拡大を続け、1970年代半ばにはMiG-23が、また1980年代初頭にはSu-22が配備されている。1988年には最後の採用機であるMiG-29が配備された。

### 宇宙開発

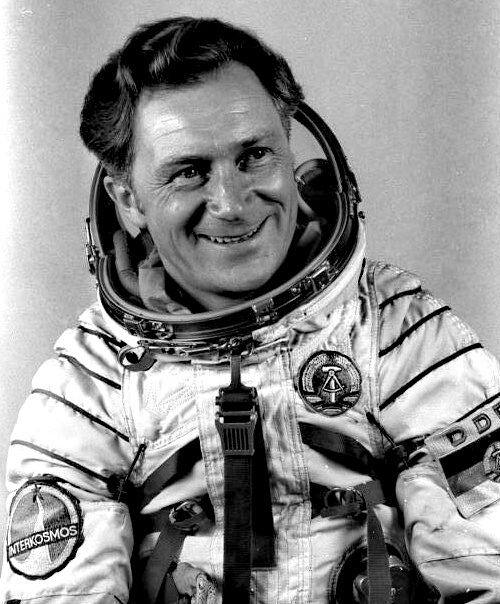
ジークムント・イェーン中佐。ドイツ人初の宇宙飛行士となった

ドイツ民主共和国はワルシャワ条約機構各国による宇宙開発計画として提案された「インターコスモス計画」に参加していた。ジークムント・イェーン航空軍中佐は1976年から1978年まで星の街での訓練を積み、1978年8月26日のソユーズ31号のミッションにドイツ人初の宇宙飛行士として参加した。サリュート6号での滞在を経て、ソユーズ29号によって帰還を果たしたイェーンはドイツ民主共和国の最高位勲章である「カール・マルクス勲章」や「ドイツ民主共和国英雄」の称号を与えられ、さらに彼の為に新設された「ドイツ民主共和国宇宙飛行士」の称号が送られた。

### ドイツ再統一と解散
1990年10月2日、ドイツ再統一に伴いLSK/LVのドイツ連邦軍への統合が開始される。連邦空軍では空軍第4次編制(Luftwaffenstruktur 4)と呼ばれる組織改造に従い一部のLSK/LV将兵と機材を残留させたが、統一直前に締結されていたドイツ最終規定条約で軍縮が確定していた為に多くの将兵が職を失った。また残留を許された兵士も、直後に結ばれたヨーロッパ通常戦力条約に基づく軍縮の中で解雇された。
連邦空軍では当初MiG-29なども運用し、統一数年後にも輸送機やMi-8の一部はそのまま使用された。旧国家人民軍が有した各種東側装備や戦術は、連邦軍兵器技術部などの研究対象となった。例えば地上軍が運用していた2K12や9K33といった防空システムはこうした研究の対象となり、NATO軍の演習などでも使用された。

## 任務
航空軍の任務は次のように規定された。
国家領空の防衛、即ち航空戦力及び陸海戦力による攻撃から、政治・行政・経済の中心地を防衛する。権限及び戦力は、ワルシャワ条約機構の防空担当制度に所属する。

## 兵科種別(Waffengattungen)
航空軍は大きく分けて次のような兵科種別を備えていた。
- 高射ミサイル部隊(Flugabwehrraketentruppen, FRT)
- 航空部隊(Fliegerkräfte)
- 通信技術部隊(Funktechnische Truppen, FuTT)

また、さらに次のような特殊兵科及び部局が、これら主兵科を支援した。
- 情報及び航空管制隊(Nachrichten- und Flugsicherungstruppe, NFT):航空管制任務を担うほか、航空軍の情報部である第6参謀部(Führungsgrundgebiet 6)が属する。
- 航空整備部(Fliegeringenieurdienst, FID):航空装備の修理や整備を担う。
- 後方支援部(Rückwärtige Dienste, RD):兵站・輜重、衛生などの後方任務を担う。

### 高射ミサイル部隊(Flugabwehrraketentruppen, FRT)
高射ミサイル部隊は、航空軍の地上防空部隊である。
任務
- 射撃大隊(Feuerabteilungen)及び団(Verbände)はそれぞれの担任地区の上空を監視し、航空機の探知及び識別を行う。
- 各種気象情報の分析・評価。
- 標的情報の分析・評価。
- 在独ソ連軍及び国家人民軍全軍と協同し、高度・彼我の位置関係・状況や気象を問わず、24時間365日の防空を行う。

編成
FRTは射撃大隊と連隊(Truppenteile)あるいは旅団を組織し、編成と運用の両面で、2つの防空師団のいずれかの隷下に置かれた。
主な装備
- 短距離高射ミサイルシステムS-125 (SA-3 ゴア)
- 中距離高射ミサイルシステムS-75 (SA-2 ガイドライン)
- 長距離高射ミサイルシステムS-200 (SA-5 ガモン)
- 各発射所における独自の探査・解析機器

統一直前の1989年にS-300 (SA-10 グランブル)がロストックで荷降ろしされたものの、配備はされずソビエト連邦へ送り返された。

### 航空部隊(Fliegerkräfte)
航空部隊は主に戦闘機と戦闘爆撃機で編成されており、これは地上軍や人民海軍の援護を想定していた。またヘリコプターを含む各種航空機による空中偵察能力や空輸能力も備えていた。航空整備隊(Fliegeringenieurdienst)、航空技術大隊(Fliegertechnische Bataillone, FTB)、各飛行場の技術保安部隊(Truppen der flugplatztechnischen Sicherstellung)は航空機の速やかな運用の為に飛行場を整備・確保する責任を負った。各航空部隊には情報及び航空管制大隊(Nachrichten- und Flugsicherungsbataillon, NFB)が配属され、指揮運用の支援と航空管制を行った。

### 通信技術部隊(Funktechnische Truppen, FuTT)
通信技術部隊は、航空軍のレーダー制御及び通信(各地への展開を含む)を担っていた。
任務
- ドイツ民主共和国領空の監視、偵察。
- 航空機の識別。
- 自動航空指揮管制システム(Automatisierte Radarkontroll- und Navigationsanlage, ARKONA)に基づく航空情報の処理、評価、。
- 航空軍の各部隊や指揮所、中央指令所、ワルシャワ機構軍本部、その他の関係先に対して航空情報を伝達。
- 関係先と協同して航空情報を相互交換。

編成
通信技術部隊の編成は、その規模に応じて通信技術哨戒隊(Funktechnische Posten, FuTP)、通信技術中隊(Funktechnische Kompanien, FuTK)、通信技術大隊(Funktechnische Bataillone, FuTB)に分類され、2つの防空師団のいずれかに所属した。通信技術大隊本部は、NATOにおける指揮及び報告センター(Control and Reporting Centre, CRC)と同等のものであった。

## 組織

### 航空軍及び防空軍司令部(Kommando LSK/LV)
航空軍及び防空郡司令部は航空軍の総司令部であり、参謀部も備えていた。第1防空師団(1. Luftverteidigungsdivision, 1. LVD)及び第3防空師団(3. Luftverteidigungsdivision, 3. LVD)を備え、また前線及び軍事輸送航空隊指揮所(Führungsorgan der Front- u. Militärtransportfliegerkräfte, FO FMTFK)を有する。

#### 歴代航空軍司令官

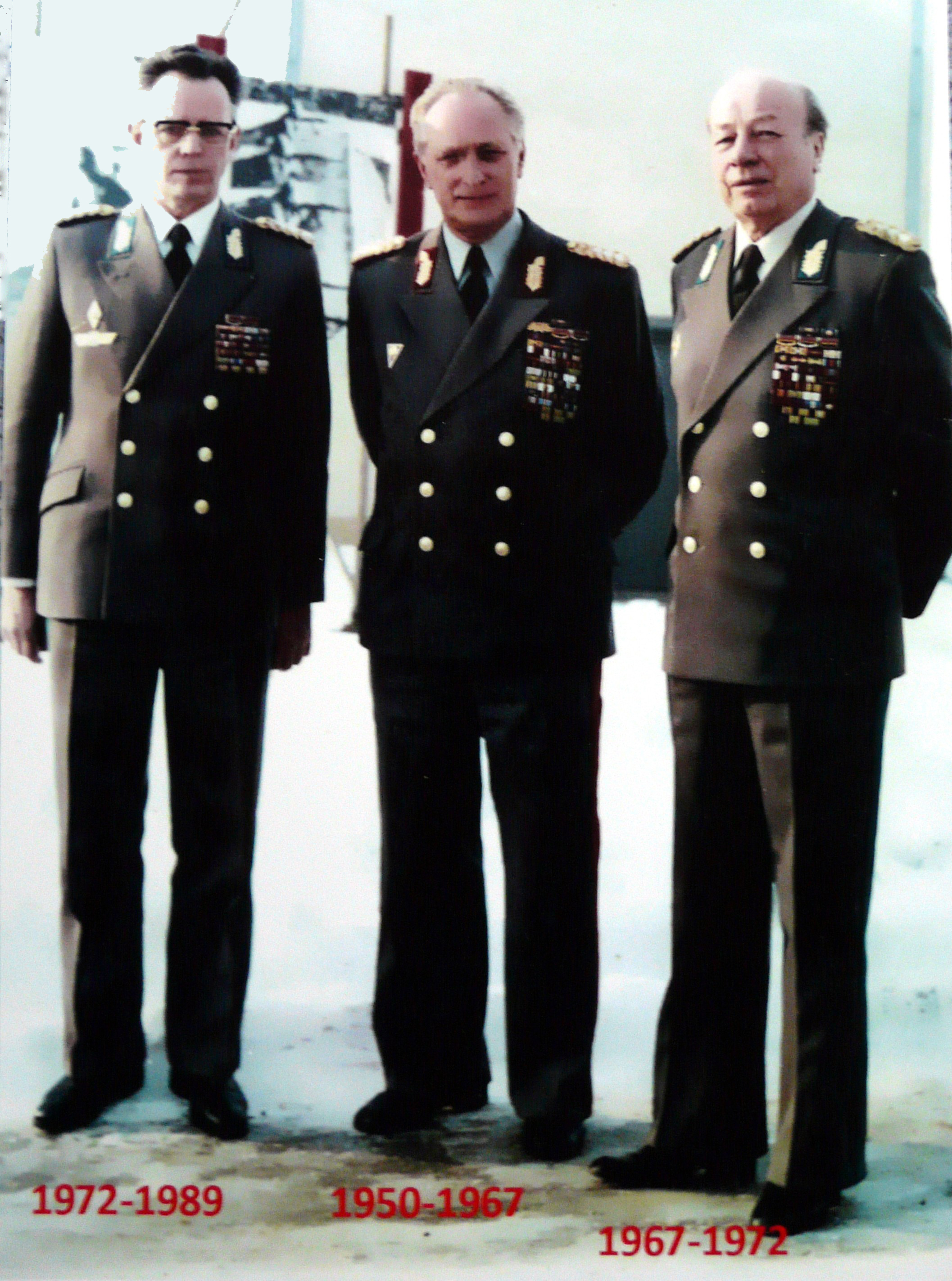
歴代の司令官　左からラインホルト、ケスラー、シャイベ

| 氏名、階級                               | 任期            | 備考                   |
| ---------------------------------------- | --------------- | ---------------------- |
| ハインツ・ケスラー大佐（1952年以降少将） | 1950年 – 1955年 | 航空人民警察隊長       |
| ハインツ＝ベルンハルト・ゾルン少将       | 1956年 – 1957年 | 航空軍総監             |
| ゲアハルト・バウアー大佐                 | 1956年–1957年   | 防空軍総監             |
|                                          |                 |                        |
| ハインツ・ケスラー大将                   | 1957年 – 1967年 | 航空軍及び防空軍司令官 |
| ヘルベルト・シャイベ中将                 | 1967年 – 1972年 | 航空軍及び防空軍司令官 |
| ヴォルフガング・ラインホルト大将         | 1972年–1989年   | 航空軍及び防空軍司令官 |
| ロルフ・ベルガー中将                     | 1989年 – 1990年 | 航空軍及び防空軍司令官 |

### 第1防空師団
第1防空師団はコットブスに司令部を置く航空軍の主要な編成の1つで、ドイツ民主共和国南部の防空を担当する。

### 第3防空師団
第3防空師団はトロレンハーゲンに司令部を置く航空軍の主要な編成の1つで、ドイツ民主共和国北部の防空を担当する。

### 前線及び軍事輸送航空隊指揮所
前線及び軍事輸送航空隊指揮所はシュトラウスベルクに置かれた主要な編成の1つで、陸海軍への近接航空支援や航空偵察、及び空輸を任務とする。

## 保有した航空機（1989年）

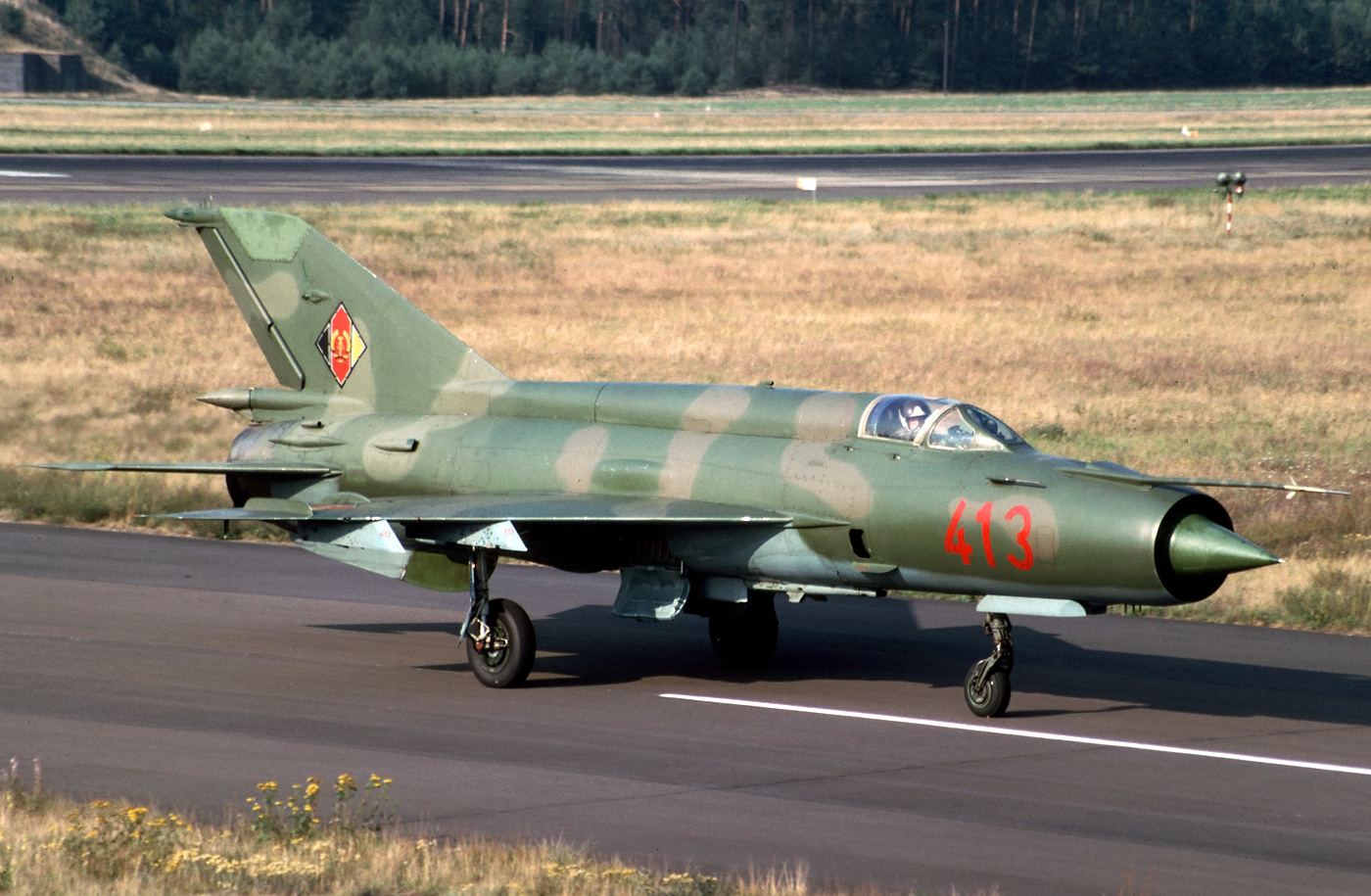
MiG-21
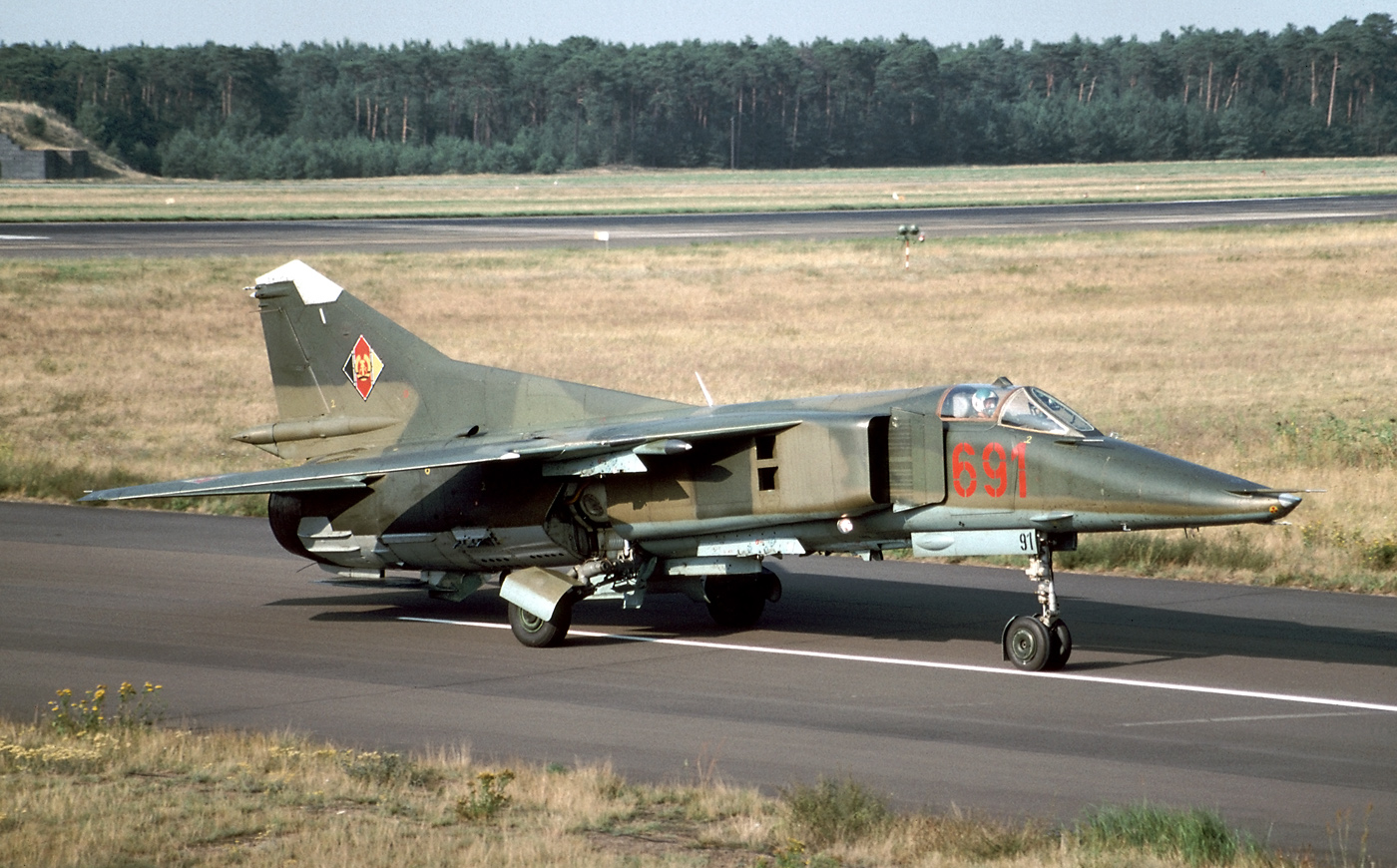
MiG-23
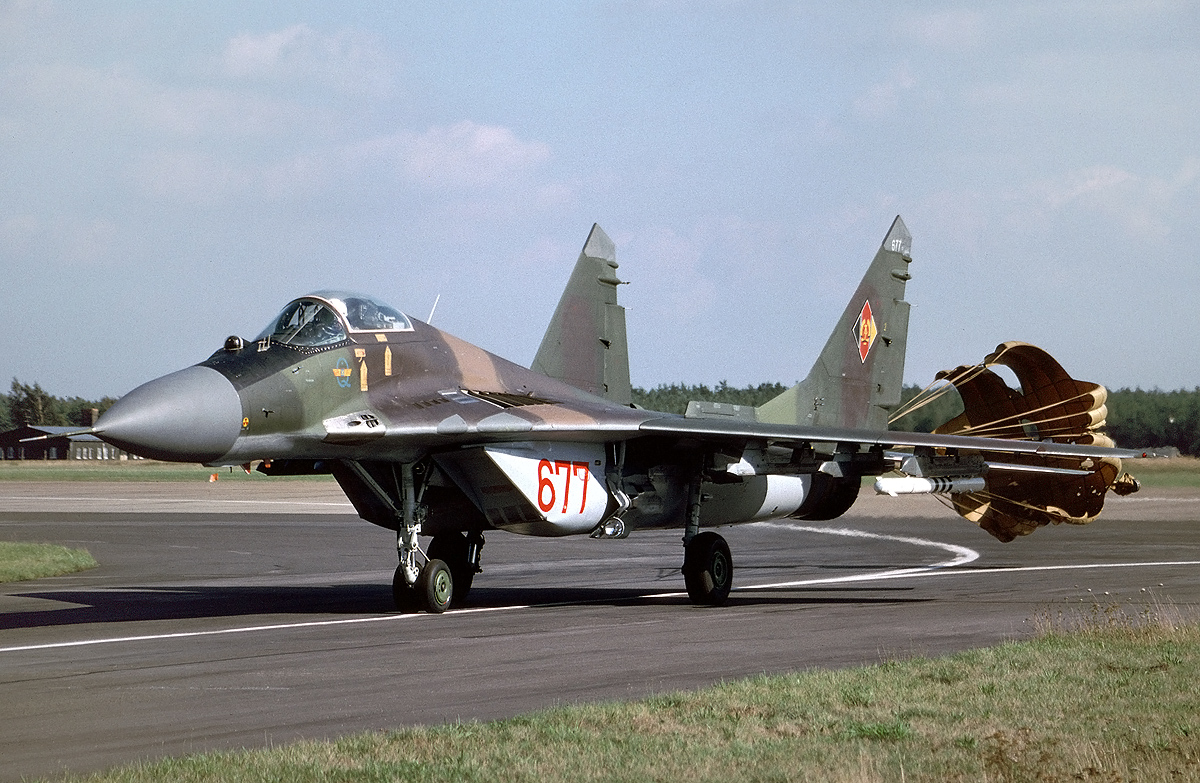
MiG-29
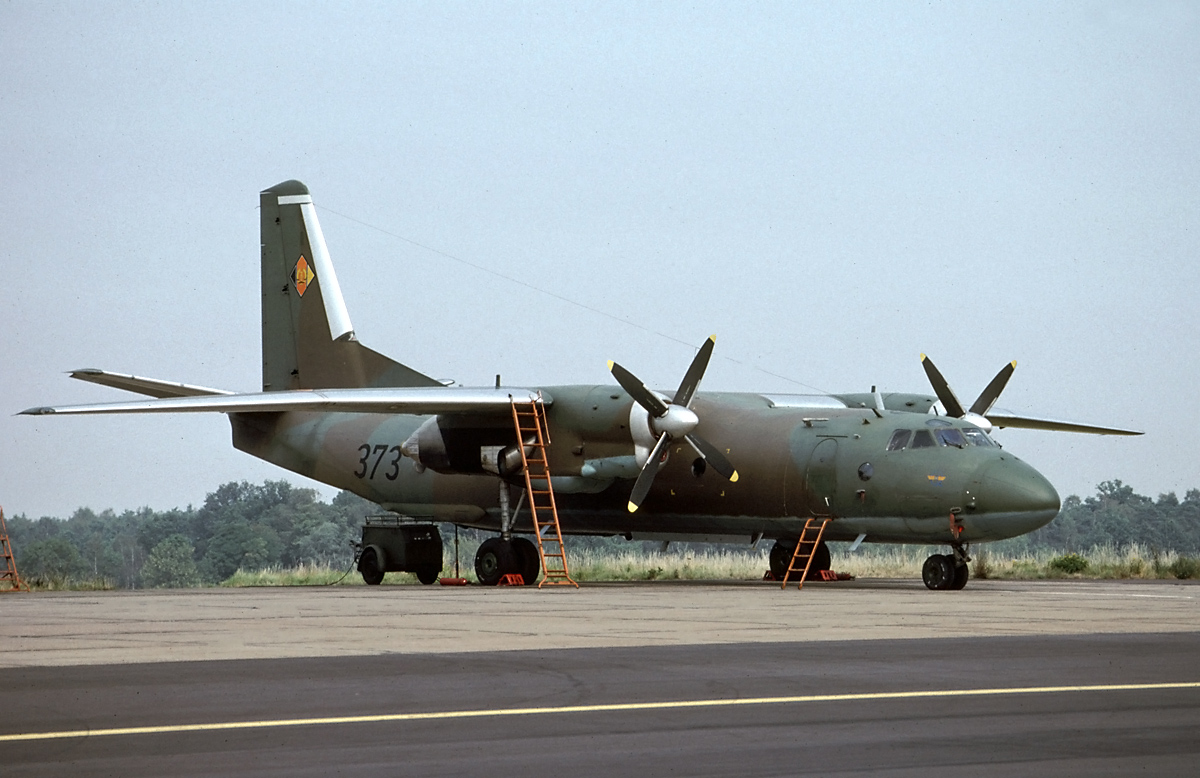
An-26

| カテゴリ                                      | システム          | 保有数         | 連邦軍による運用 | 備考                                 |
| --------------------------------------------- | ----------------- | -------------- | ---------------- | ------------------------------------ |
| 戦闘機・練習機 Kampf-/Schulflugzeuge          | MiG-21            | 251            |                  |                                      |
| 戦闘機・練習機 Kampf-/Schulflugzeuge          | MiG-29            | 24             | 2004年まで       | 22機がポーランドへ輸出された。       |
| 戦闘機・練習機 Kampf-/Schulflugzeuge          | MiG-23            | 47             |                  |                                      |
| 戦闘機・練習機 Kampf-/Schulflugzeuge          | MiG-23BN          | 18             |                  |                                      |
| 戦闘機・練習機 Kampf-/Schulflugzeuge          | SU-22             | 54             |                  |                                      |
| 戦闘機・練習機 Kampf-/Schulflugzeuge          | L-39              | 52             |                  |                                      |
| 輸送機 Transportflugzeuge                     | An-2              | 18             |                  |                                      |
| 輸送機 Transportflugzeuge                     | An-26             | 12             | 1994年まで       |                                      |
| 輸送機 Transportflugzeuge                     | IL-62             | 3              | 1993年まで       |                                      |
| 輸送機 Transportflugzeuge                     | TU-134            | 3              | 1992年まで       |                                      |
| 輸送機 Transportflugzeuge                     | TU-154            | 2              | 1997年まで       |                                      |
| 輸送機 Transportflugzeuge                     | L-410             | 12             | 2000年まで       |                                      |
| 輸送機 Transportflugzeuge                     | Z-43              | 12             |                  |                                      |
| ヘリコプター Hubschrauber                     | Mi-2              | 25             |                  |                                      |
| ヘリコプター Hubschrauber                     | Mi-8              | 98             | 1997年まで       | 攻撃型及び輸送型が全軍で使用された。 |
| ヘリコプター Hubschrauber                     | Mi-24             | 51             | 1993年まで       | 地上軍航空隊へ移管                   |
| ヘリコプター Hubschrauber                     | Mi-14             | 14             |                  | 人民海軍へ移管                       |
| 高射ミサイルシステム Flugabwehrraketensysteme | S-75 ドヴィナー   | 48             |                  |                                      |
| 高射ミサイルシステム Flugabwehrraketensysteme | S-75 ヴォールホフ | 174            |                  |                                      |
| 高射ミサイルシステム Flugabwehrraketensysteme | S-125 ネヴァー    | 40             |                  |                                      |
| 高射ミサイルシステム Flugabwehrraketensysteme | S-200 ヴェーガ    | 24 Startrampen |                  |                                      |
| 高射ミサイルシステム Flugabwehrraketensysteme | S-300             | 12             |                  | 再統一直前にソビエト連邦へ返還した。 |

- MiG-21
- MiG-23
- MiG-29
- An-26